# Wesele (dramat)
Wesele – dramat autorstwa Stanisława Wyspiańskiego, wystawiony po raz pierwszy w Teatrze Miejskim w Krakowie 16 marca 1901 roku w reżyserii Adolfa Walewskiego. Dramat ten uważany jest za jedno z najważniejszych dzieł epoki Młodej Polski; przyniósł on autorowi wielką sławę.

## Pierwowzór
Utwór nawiązuje do autentycznego wydarzenia, jakim było wesele poety Lucjana Rydla i chłopki Jadwigi Mikołajczykówny. Ślub miał miejsce 20 listopada 1900 roku w bazylice Najświętszej Maryi Panny w Krakowie, wesele zaś w podkrakowskiej wsi Bronowice, w dworku Włodzimierza Tetmajera, nazwanym później Rydlówką. Ślub był przedmiotem dużych kontrowersji.
Pisząc Wesele, Wyspiański inspirował się dramatami Mickiewicza, Fredry i Słowackiego oraz malarstwem Malczewskiego i Maksymiliana Gierymskiego.

## Budowa i styl dramatu
Wesele składa się z trzech aktów. Akt I jest aktem realistycznym, napisanym w konwencji komedii realistycznej, akt II jest natomiast aktem symboliczno-wizyjnym, obie te konwencje przeplatają się w akcie trzecim. Utwór ma budowę szopkową. Jest kontynuacją dramatów romantycznych. Przedstawia sytuację duchową narodu, nawiązując m.in. do rzezi galicyjskiej z 1846. Przedmiotem rozważań autora jest to, dlaczego Polacy nie potrafią wywalczyć niepodległości.

### Stylizacja językowa
Stylizacja w Weselu pełni funkcję lokalizującą, charakteryzującą i indywidualizującą. Wyspiański wykorzystał elementy małopolskich gwar ludowych. Autor w wypowiedzi bohaterów stosuje mazurzenie, udźwięczniającą fonetykę międzywyrazową, wymowę samogłoski ścieśnionej w odniesieniu do samogłosek a i e oraz wymowę samogłosek nosowych jako dwugłoski. W utworze obecna jest także ogólnogwarowa tendencja do ruchomości końcówek oraz Pluralis maiestatis. Stylizowanie języka bohaterów dramatu ma na celu podkreślenie różnic pomiędzy grupami społecznymi.

## Postacie dramatu

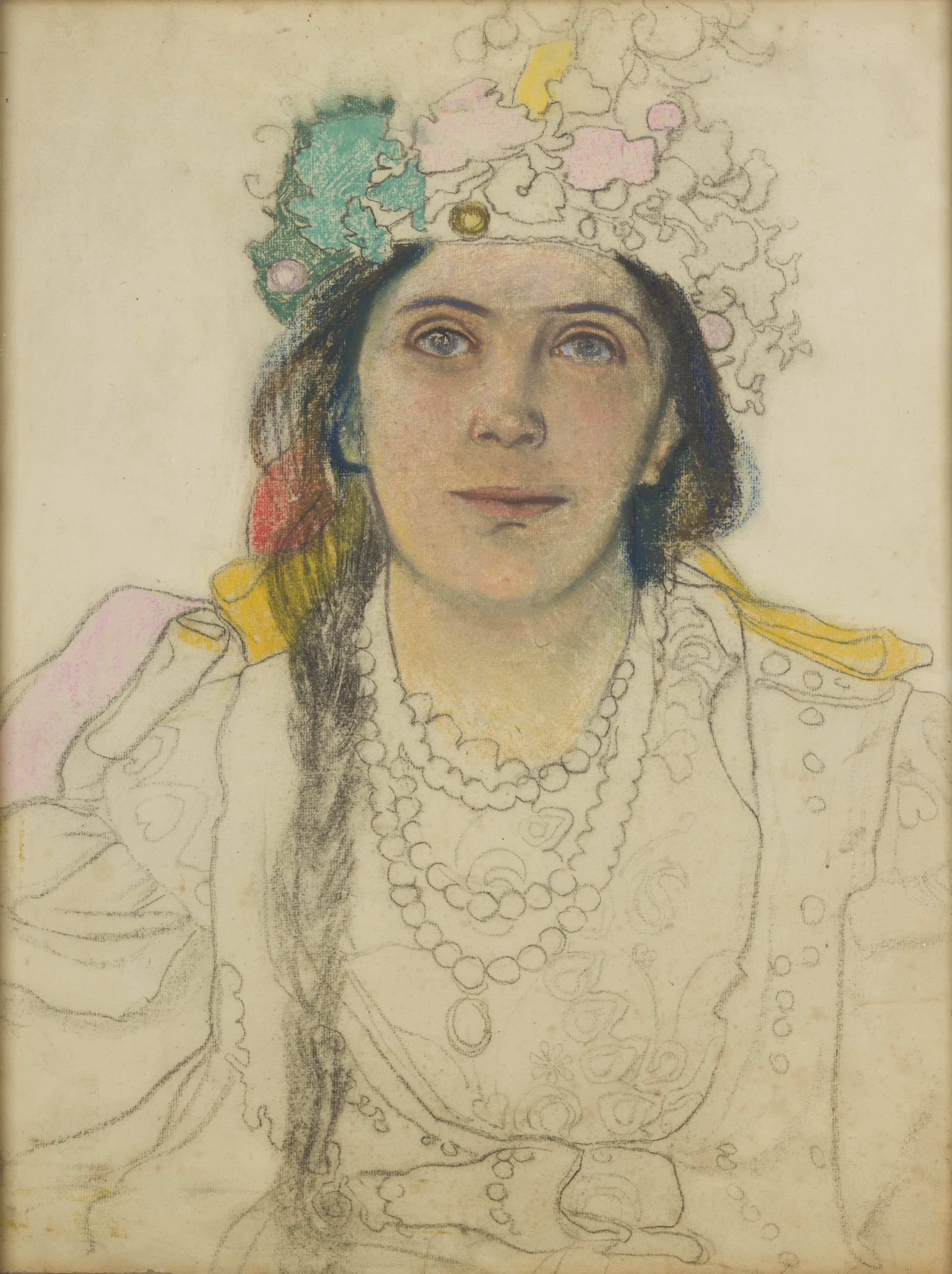
Wanda Siemaszkowa jako Panna Młoda w prapremierze sztuki

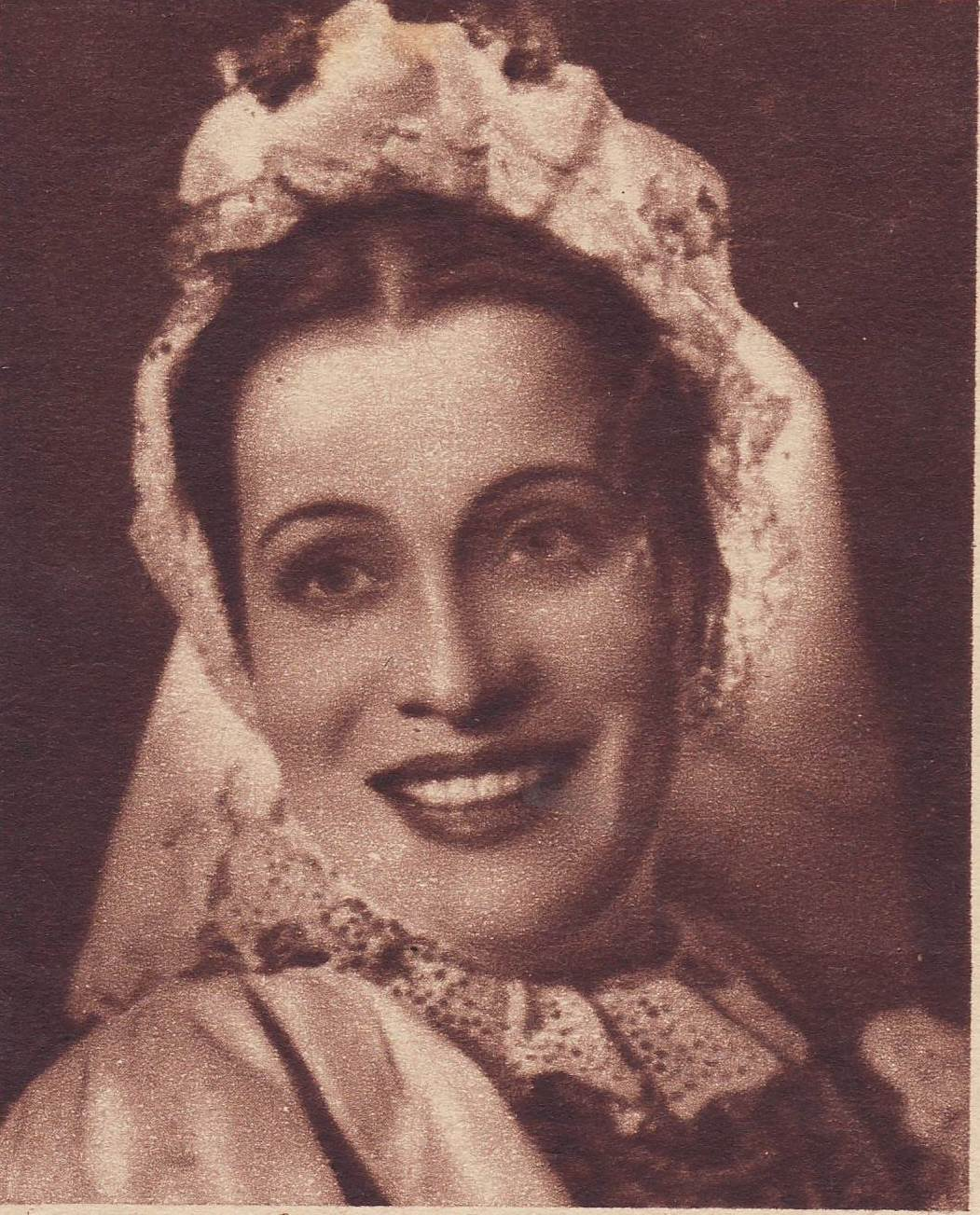
Maria Żabczyńska w roli Panny Młodej (1946)

### Postacie autentyczne
- Gospodarz – jego pierwowzorem był Włodzimierz Tetmajer, przyjaciel Pana Młodego; był malarzem i grafikiem, a także pisarzem i politykiem (działacz ludowy i niepodległościowy)[13]
- Gospodyni – jej pierwowzorem była Anna Tetmajerowa z domu Mikołajczykówna, starsza siostra Panny Młodej, żona Włodzimierza Tetmajera
- Ojciec – jego pierwowzorem był Jacek Mikołajczyk, ojciec: Anny, Jadwigi, Marysi i Jaśka; był bronowickim gospodarzem.
- Pan Młody – jego pierwowzorem był Lucjan Rydel, poeta[14]
- Panna Młoda – jej pierwowzorem była Jadwiga Mikołajczykówna[15]
- Marysia – jej pierwowzorem była Maria Mikołajczykówna, młodsza siostra Anny i starsza siostra Jadwigi; była zaręczona z malarzem Ludwikiem de Laveaux, który zmarł na gruźlicę
- Poeta – jego pierwowzorem był Kazimierz Przerwa-Tetmajer, przyrodni brat Włodzimierza Tetmajera
- Dziennikarz – jego pierwowzorem był Rudolf Starzewski, redaktor krakowskiego „Czasu”
- Radczyni – jej pierwowzorem była Antonina Domańska, ciotka Lucjana Rydla; autorka powieści dla młodzieży, np. Historia żółtej ciżemki
- Haneczka – jej pierwowzorem była siostra Lucjana Rydla, Anna Rydlówna
- Czepiec – jego pierwowzorem był Błażej Czepiec, wuj Jadwigi Mikołajczykówny, który naprawdę był pisarzem gminnym, oraz – w mniejszym stopniu – Franciszek Ptak[16]; w dramacie jest typowym reprezentantem chłopstwa
- Isia – jej pierwowzorem była Jadwiga Tetmajer-Naimska, najstarsza córka Anny i Włodzimierza Tetmajerów, później malarka
- Rachela – jej pierwowzorem była Pepa Singer, córka karczmarza z Bronowic
- Żyd – jego pierwowzorem był Hirsz Singer, ojciec Racheli, karczmarz
- Nos – jego pierwowzorem był malarz Tadeusz Noskowski lub kombinacja Noskowskiego z malarzem Stanisławem Czajkowskim
- Maryna i Zosia – ich pierwowzorami były Maryna i Zofia Pareńskie, córki Elizy Pareńskiej, krakowskiej znajomej Wyspiańskiego; Zosia została później żoną Tadeusza Boya-Żeleńskiego
- Klimina – jej pierwowzorem była wdowa po wójcie, matka chrzestna Isi.

O pierwowzorach postaci i rzeczywistym weselu pisał Tadeusz Boy-Żeleński w eseju Plotka o „Weselu”.

### Postacie symboliczne

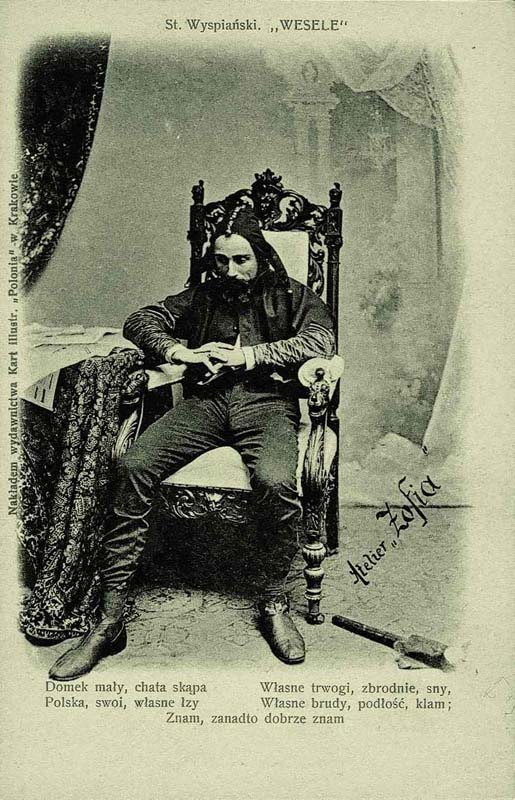
Kazimierz Kamiński jako Stańczyk, scena z prapremiery Wesela. Fot. Atelier „Zofia” (Wilhelm Kleinberg), 1901

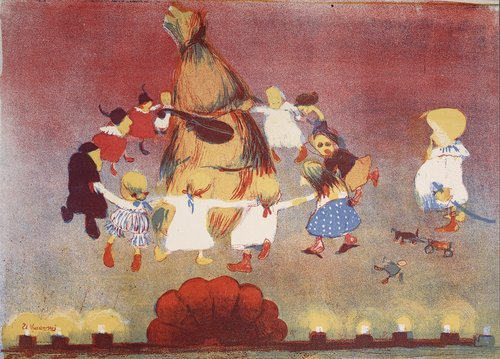
Stanisław Kuczborski, Taniec Chochoła ze sztuki S. Wyspiańskiego Wesele, 1904 (grafika z „Teki Melpomeny”)

Tzw. osoby dramatu, są personifikacją lęków i marzeń postaci realnych.
- Chochoł – Rachela widzi w nim symbol poetycznego końca świata natury, mała Isia nie ma wątpliwości, że to „śmieć”, więc wygania go na pole. W zakończeniu dramatu niesie weselnikom jałowość i zatracenie. Przewodzi co prawda korowodowi demonicznych widm, ale zarazem budzi w bohaterach świadomość, odsłaniając to, przed czym chcą uciec.
- Widmo – upiór Ludwika de Laveaux, zmarłego narzeczonego Marysi[18]; znana postać z literatury romantycznej – upiór zmarłego kochanka, najbardziej wampiryczna ze wszystkich osób dramatu.
- Stańczyk – symbol mądrej, niepozbawionej dystansu do bieżącej polityki troski o dobro państwa, odzwierciedla wyrzuty sumienia Dziennikarza. Stańczyk demaskuje słabość Dziennikarza, który kształtuje opinię publiczną, a jednocześnie ma problemy z własną tożsamością. Nie widzi perspektyw, stracił wiarę w cokolwiek, nawet w Boga i swoje siły.
- Rycerz Czarny – Zawisza Czarny z Garbowa, uosobienie honoru i odwagi polskiego rycerstwa. Ukazuje się Poecie, którego marzenia o potędze nie przystają – tak samo jak dawne polskie mity – do rzeczywistości.
- Hetman – Franciszek Ksawery Branicki, współtwórca konfederacji targowickiej; symbol fałszu i zdrady narodowej. Hetman ukazuje się Panu Młodemu, który zastanawia się, co by o jego małżeństwie z chłopką powiedzieli szlacheccy przodkowie.
- Upiór – Jakub Szela, jeden z przywódców rzezi galicyjskiej z 1846 roku, czyli krwawych wystąpień chłopskich skierowanych przeciwko szlachcie, duchowieństwu i urzędnikom dworskim. Ukazuje się Dziadowi, pokazuje prawdę o marzeniach o cudzie szlachecko- czy inteligencko-chłopskiego pojednania, domaga się prawdy historycznej o tych wzajemnych stosunkach szlachty i chłopów. Jest wyrzutem sumienia i upomnieniem.
- Wernyhora – legendarny lirnik kozacki i wróżbita, który rzekomo przepowiedział odzyskanie przez Polskę niepodległości; przychodzi do Gospodarza z poselstwem o zorganizowanie powstania, ale widzą go także Staszek i Kuba. Gospodarz nie potrafi rozwikłać wszystkich sensów wizyty Wernyhory, nie rozumie jego słów, ale ulega sile pięknego narodowego obrazu, którego nie jest w stanie urzeczywistnić. Wernyhora rozkazuje pędzić do Warszawy i zwołać wszystkie stany w sejmie. Daje mu złoty róg – sygnał do walki, każe zgromadzić lud przed kościołem i czekać do świtu, kiedy to wszystko się rozpocznie. Gospodarz, początkowo pełen zapału, daje Jaśkowi złoty róg, ważny symbol niepodległości i czynu narodowego, który zostaje zgubiony przez próżność – Jasiek wraca po czapkę z pawim piórem, którą upuścił i gubi róg. Wernyhora jest zwiastunem czynu, niepodległości oraz pojednania chłopsko-inteligenckiego.

### Przedmioty symboliczne
- Złoty róg – symbol mający ruszyć społeczeństwo do walki, czynu, niepodległości
- Chata bronowicka – symbol całej Polski
- Czapka z piór – czapka z pawimi piórami jest symbolem próżności i przedkładania prywaty nad sprawami narodu
- Krzak róży – przykryty słomą symbolizuje uwięziony naród, pełen jednak życia i nadziei.
- Kaduceusz – symbolizuje laseczkę błazna, wręczoną rzekomemu przewodnikowi opinii publicznej. W tradycji symbol pokoju, natomiast w Weselu, ironicznie – sporu.
- Dzwon Zygmunt – symbol potęgi i 'historycznej wielkości'  narodu.
- Złota podkowa – szczęście odłożone na przyszłość, gubi ją koń Wernyhory. Podkowę odnajduje Gospodyni i chowa do skrzyni „na zaś”, gest ten jest zapowiedzią zwycięstwa powstania za jakiś czas.

### Sceny symboliczne
- Chocholi taniec – zniewolenie, uśpienie i marazm narodu.
- Zasłuchanie – bezczynne czekanie na cud.
- Zgromadzenie chłopów z kosami – nawiązanie do bitwy pod Racławicami, symbol gotowości chłopów do walki.

## Wesele„lubelskie” w 1944
Wystawienie Wesela zapoczątkowało działalność Teatru Wojska Polskiego, utworzonego w zajętym przez Armię Czerwoną Lublinie. Wesele wybrano jako tekst jednocześnie wartościowy literacko i istotny dla narodowej wspólnoty. Reżyserem spektaklu był Jacek Woszczerowicz, który do Lublina przybył 10 września 1944 roku na zaproszenie Tadeusza Wołowskiego, ówczesnego szefa Wydziału Teatralnego Resortu Kultury i Sztuki PKWN. Była to pierwsza samodzielna praca reżyserska Woszczerowicza. Autorem muzyki do przedstawienia, którego premiera miała miejsce 29 listopada 1944 był Aleksander Barchacz. W rolach protagonistów zostali obsadzeni: Pan Młody – Jan Świderski, Poeta – Jan Kreczmar, Panna Młoda – Ryszarda Hanin, Kasper – Czesław Wołłejko, Rachel – Halina Kossobudzka.
Jan Kreczmar tak wspominał to wydarzenie:

Nie zapomnę nigdy pierwszego przedstawienia „Wesela” w listopadzie 1944 roku. Było ono dla nas wszystkich wielkim świętem teatralnym po tylu makabrycznych latach, kiedy nie wolno było wykonywać ukochanego zawodu. Znów jak przed wojną światła ramp, gorączka za kulisami i setki par oczu wpatrzonych w scenę. Publiczność chłonęła każde słowo, ani jeden szmer nie zakłócił spektaklu, a kiedy skończyło się przedstawienie – widzowie płakali wraz z nami.

## Ekranizacje
Ekranizacji dramatu dokonał Andrzej Wajda w 1972. Wesele zostało nagrodzone Srebrną muszlą na MFF w San Sebastián w 1973. Film został uznany przez amerykańskiego reżysera Martina Scorsese za jedno z arcydzieł polskiej kinematografii i w 2014 roku został wytypowany przez niego do prezentacji w Stanach Zjednoczonych oraz Kanadzie w ramach festiwalu polskich filmów Martin Scorsese Presents: Masterpieces of Polish Cinema. W 2019 odbyła się premiera spektaklu telewizyjnego na podstawie Wesela w reżyserii Wawrzyńca Kostrzewskiego.

## WeselewNarodowym Czytaniu

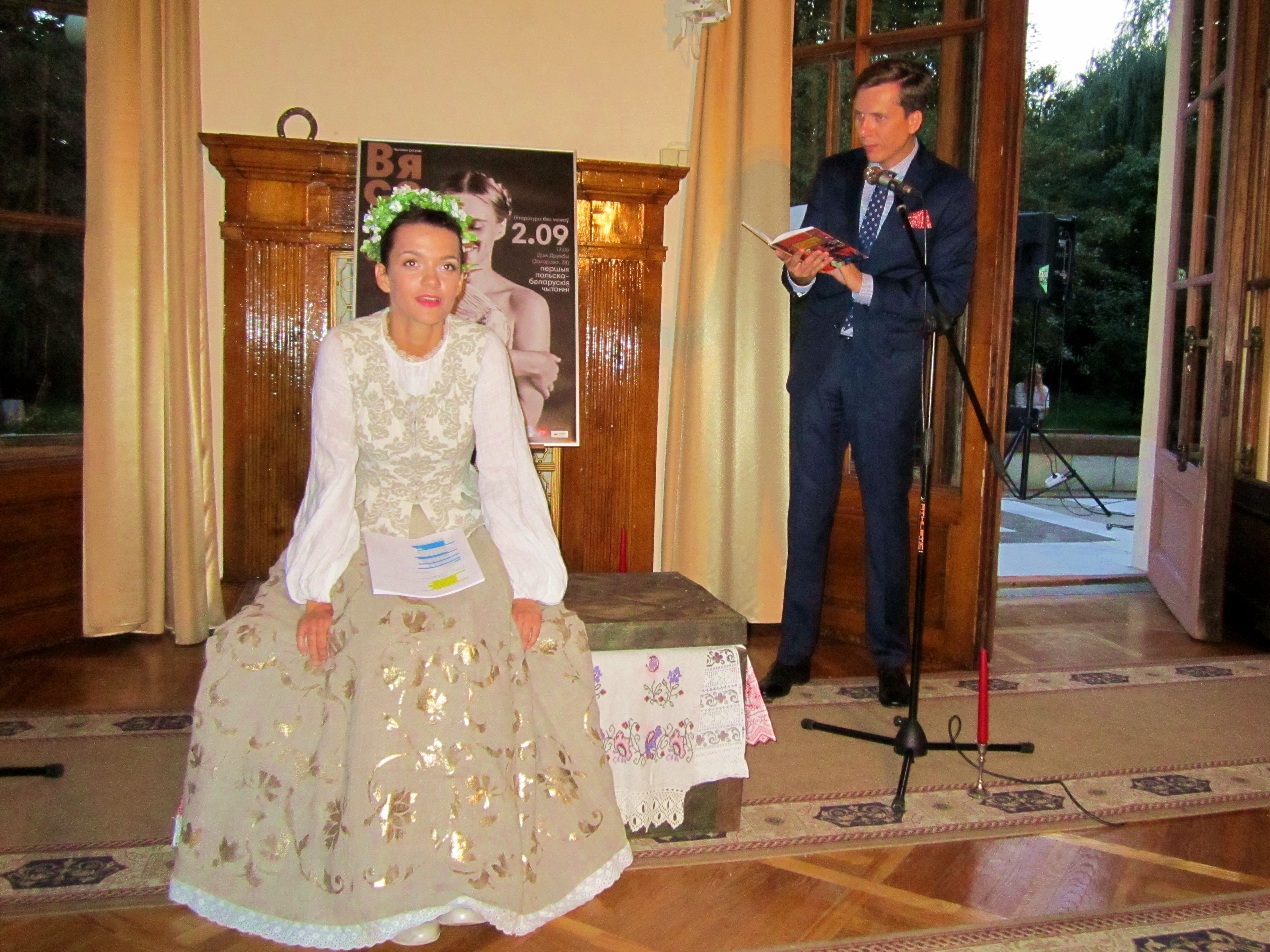
Narodowe Czytanie „Wesela” w Mińsku we wrześniu 2017. Swoją rolę czyta dyrektor Instytutu Polskiego w Mińsku Mateusz Adamski

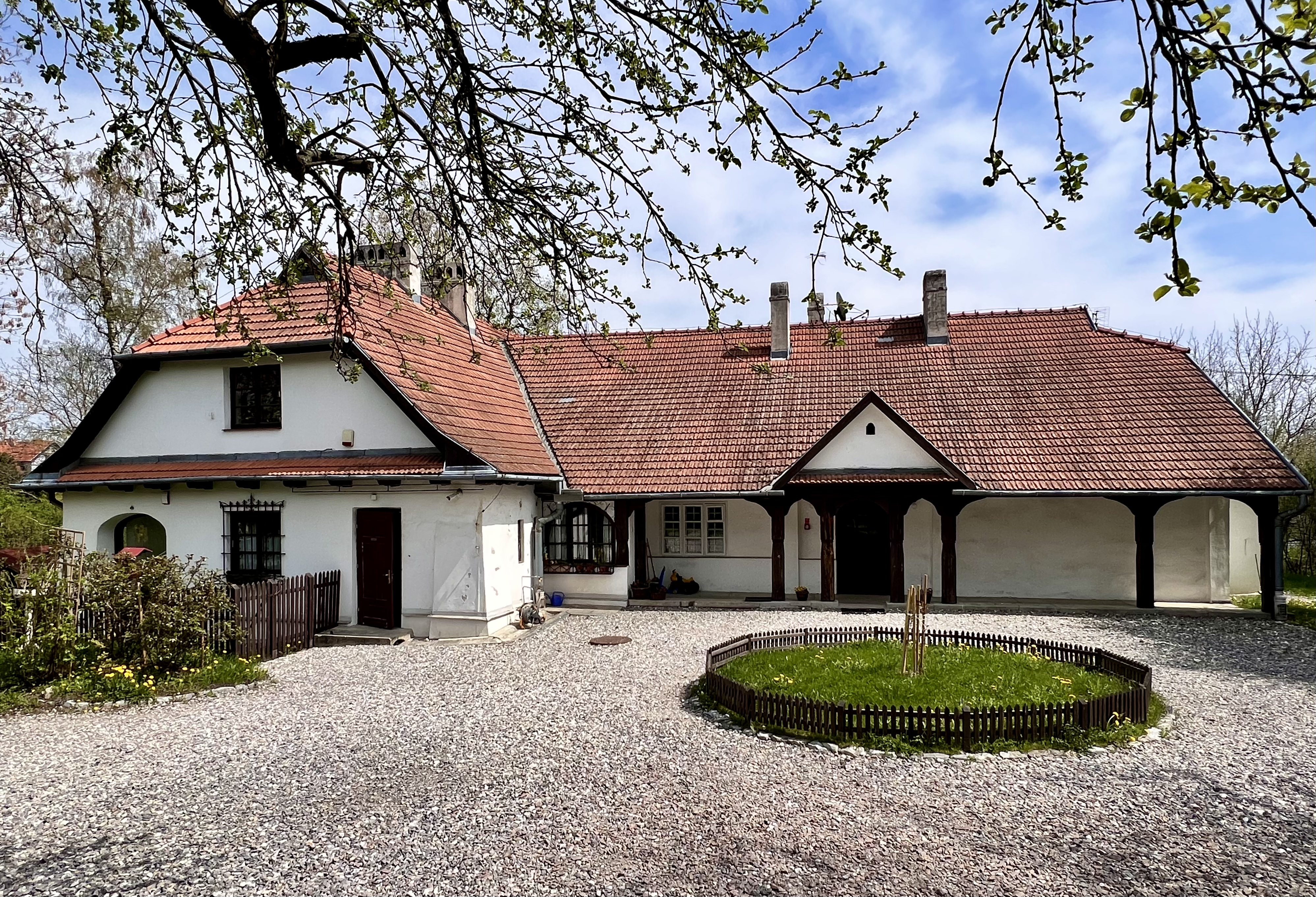
Dworek Rydlówka

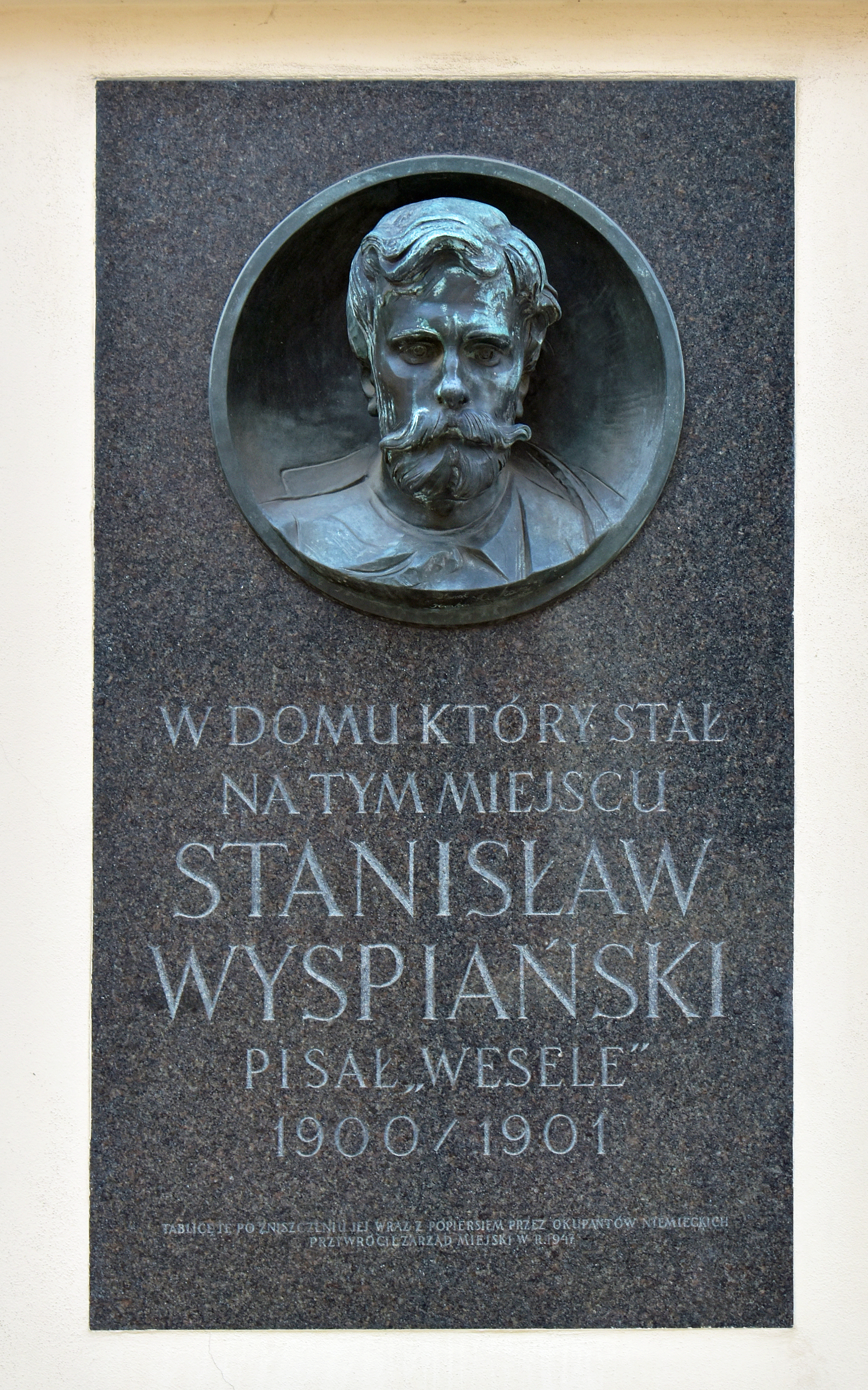
Tablica upamiętniająca Autora i jego Dzieło

W 2017 roku utwór ten był lekturą Narodowego Czytania pod patronatem pary prezydenckiej Andrzeja Dudy i Agaty Kornhauser-Dudy. Dramat Wyspiańskiego został wybrany przez internautów i odczytany w wielu miejscowościach w kraju oraz w innych krajach Europy, a także w Azji, Australii i Oceanii oraz w obu Amerykach.
Wesele było również kandydatem do Narodowego Czytania w 2016 roku, lecz wówczas w drodze głosowania przez Internet wybrano Quo vadis Henryka Sienkiewicza.